# Georg Meyer-Steglitz

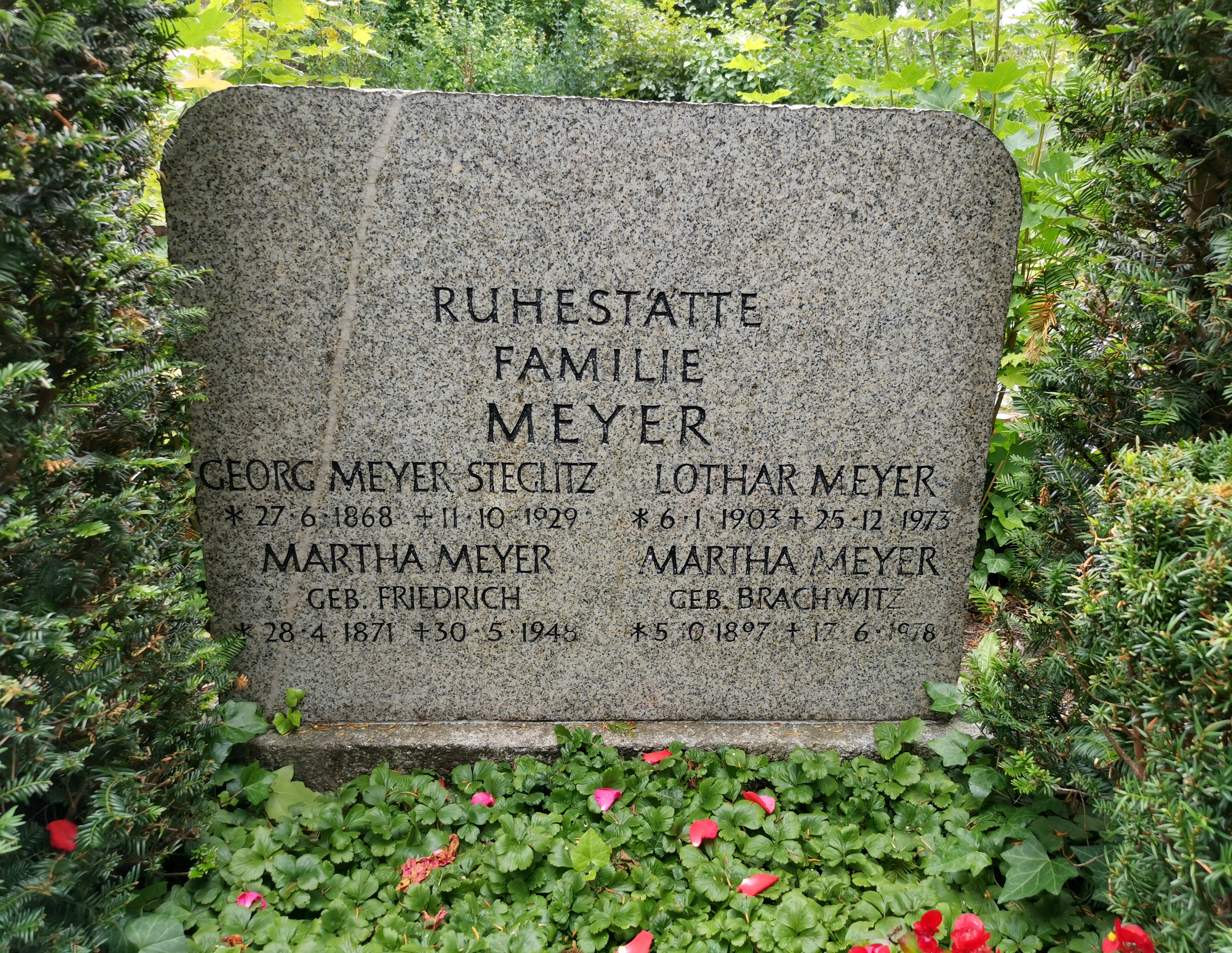
Grab auf dem Friedhof Steglitz, Feld D 22

Georg Meyer, meist genannt Georg Meyer-Steglitz, anfangs auch Georg Meyer-Pyritz, (* 27. Juni 1868 in Pyritz, Pommern; † 11. Oktober 1929 in Berlin; vollständiger bürgerlicher Name: Georg Renatus Meyer) war ein deutscher Bildhauer.

## Leben
Georg Meyer war der ältere Bruder des Bildhauers Martin Meyer-Pyritz und studierte zunächst an der Unterrichtsanstalt des Kunstgewerbemuseums Berlin, später an der Berliner Kunstakademie bei Johannes Boese. Nach Studienaufenthalten in Paris mietete er ein Atelier in Steglitz und nannte sich fortan Georg Meyer-Steglitz.
Meyer-Steglitz war gut beschäftigt, wenngleich sich nur wenige seiner Werke erhalten haben, da sie überwiegend Plätze in den ehemals preußischen Provinzen Pommern, Neumark und Posen schmückten und heute als verloren gelten müssen.

## Werk
| Bezeichnung                                                     | Bild | Standort Verbleib                    | Art Material             | Datierung    | Weitere Informationen |
| --------------------------------------------------------------- | ---- | ------------------------------------ | ------------------------ | ------------ | --- |
| Wilhelm I.                                                      |      | Wollin zerstört                      | Büste Bronze             | 1889, 25.6.  | |
| Kriegerdenkmal 1895                                             |      | Cammin zerstört                      | Gruppe Bronze            | 1895, 20.10. | Gruppe Victoria reicht einem gefallenen Krieger den Lorbeerzweig vor einem Obelisken; gleiche Gruppe 1901 in Königsberg/Neumark           |
| Wilhelm I.                                                      |      | Stettin-Altdamm zerstört             | Standbild Bronze         | 1896, 28.6.  | |
| Kriegerdenkmal 1897 Wilhelm I. Bismarck Moltke                  |      | Altentreptow zerstört                | Büste/Relief Bronze      | 1897, 2.7.   | Büstendenkmal mit Relief am Sockel |
| Kriegerdenkmal 1864, 1866 und 1870/71 Wilhelm I. Friedrich III. |      | Filehne zerstört                     | Relief Bronze            | 1897, 22.3.  | Figur eines Landwehrmannes, Doppel-Kaiserrelief am Sockel, Guss Lauchhammer                                                               |
| Bismarck                                                        |      | Naugard zerstört                     | Standbild Bronze         | 1897, 1.4.   | Statue ca. 3 m hoch, Guss Lauchhammer |
| Wilhelm I.                                                      |      | Rawitsch zerstört 1920               | Standbild Bronze         | 1898, 20.6.  | gleiche Figur wie die folgende in Belgard, Guss Lauchhammer                                                                               |
| Kriegerdenkmal 1866 und 1870/71 Wilhelm I.                      |      | Belgard (Persante) zerstört          | Standbild Bronze         | 1898, 14.8.  | gleiche Figur wie die vorstehende in Rawitsch, Guss Lauchhammer                                                                           |
| Kriegerdenkmal 1899 Wilhelm I.                                  |      | Dirschau zerstört                    | Relief Kupfer            | 1899, 14.5.  | Kaiserrelief am Sockel; Kosten: 19.000 Mark, gestiftet von Kreis und Stadt                                                                |
| Kriegerdenkmal 1870–71                                          |      | Rastenburg zerstört                  | Figur Bronze             | 1899         | Guss Lauchhammer |
| Wilhelm I. Bismarck Moltke                                      |      | Ostrowo zerstört                     | Standbild/Reliefs Bronze | 1900, 14.10. | an der Vorderseite des Sockels ein Reichswappen-Relief, vor dem Sockel auf einem Kissen die Deutsche Kaiserkrone, Guss Lauchhammer        |
| Bismarck                                                        |      | Spandau zerstört                     | Standbild Bronze         | 1901, 10.5.  | 2,65 m hoch in Uniform der Halberstädter Kürassiere; Guss Lauchhammer; eingeschmolzen im Zweiten Weltkrieg                                |
| Kriegerdenkmal 1870/71                                          |      | Saarlouis zerstört (Sockel erhalten) | Gruppe Bronze            | 1901, 19.5.  | Guss Lauchhammer; Figurengruppe eines verwundeten und eines siegreichen Kriegers 1946 entfernt                                            |
| Bismarck                                                        |      | Stolp zerstört                       | Standbild Bronze         | 1901, 18.8.  | Replik des Spandauer Standbildes; Guss Lauchhammer                                                                                        |
| Kriegerdenkmal 1870/71 Wilhelm I. Friedrich III.                |      | Königsberg (Neumark) zerstört        | Gruppe Bronze            | 1901, 15.9.  | Victoria reicht einem gefallenen Krieger den Lorbeerzweig, gleiche Gruppe wie in Cammin 1895                                              |
| Wilhelm I. Bismarck Moltke Roon                                 |      | Gartz (Oder) zerstört                | Standbild/Reliefs Bronze | 1902, 8.6.   | |
| Wilhelm I.                                                      |      | Barth zerstört                       | Standbild Bronze         | 1902, 18.10. | |
| Friedrich III.                                                  |      | Diez ?                               | Büste Bronze             | 1902         | vor dem Sockel Bronzeadler auf erbeuteter Fahne; Guss Lauchhammer                                                                         |
| Gneisenau Nettelbeck                                            |      | Kolberg zerstört 1945                | Standbild Bronze         | 1903, 2.7.   | |
| Wilhelm I.                                                      |      | Herborn ?                            | Standbild Bronze         | 1903, 2.9.   | |
| Bismarck                                                        |      | Löbau zerstört                       | Standbild Bronze         | 1904, 17.4.  | Guss Lauchhammer |
| Gneisenau                                                       |      | Schildau zerstört                    | Standbild Bronze         | 1904, 3.7.   | |
| Bismarck                                                        |      | Wilhelmshaven zerstört               | Standbild Bronze         | 1905, 1.4.   | Replik des Standbildes in Spandau (siehe 1901); Guss Lauchhammer                                                                          |
| Gneisenau Nettelbeck                                            |      | Potsdam ?                            | Standbild Bronze         | 1905         | Guss Lauchhammer; wohl gleiche Gruppe wie 1903 in Kolberg                                                                                 |
| Johann August Zeune                                             |      | Berlin-Steglitz                      | Porträtrelief Granit     | 1906, 13.10. | gewidmet zur 100-Jahrfeier der Berliner Blindenanstalt (Johann-August-Zeune-Schule für Blinde).                                           |
| August Friedrich Eisenhart                                      |      | Potsdam erhalten                     | Büste Bronze             | 1909         | Guss Lauchhammer |
| Wilhelm I.                                                      |      | Soldin zerstört                      | Standbild Bronze         | 1909, 6.5.   | als Brunnen konzipiert; in einer Sockelnische ein Kaiser Friedrich Barbarossa-Hochrelief; Guss Lauchhammer                                |
| Friedrich Ludwig Jahn                                           |      | Freyburg/U                           | Standbild Kalkstein      | 1910, 14.08. | Kopie des Jahn-Standbildes von Erdmann Encke in der Berliner Hasenheide, 1910 auf der Weltausstellung Brüssel, aufgestellt im Jahn-Museum |
| Wilhelm I.                                                      |      | Freyburg/U. zerstört?                | Büste Bronze             | 1910         | |
| Bismarck                                                        |      | Freyburg/U. zerstört?                | Büste Bronze             | 1910         | |
| Herzog August II.                                               |      | Wolfenbüttel Marktplatz              | Standbild Bronze         | ?            | als Brunnen konzipiert |
| Kriegerdenkmal 1870/71                                          |      | Kolberg zerstört                     | Gruppe Bronze            | ?            | Kriegergruppe |
| Knabe beim Seifenblasen                                         | Bild |                                      | Statuette Bronze         | ?            | 2 Exemplare, eines 1995 versteigert (ohne Mundstück, s. Bild), ein weiteres in Privatbesitz (53 cm)                                       |
| Entfesselungskünstler                                           | Bild |                                      | Statuette Bronze         | ?            | 2016 versteigert |
| Sämann                                                          |      |                                      | Statuette Bronze         | ?            | 2 Exemplare, beide versteigert |
| Pflügender Bauer                                                |      |                                      | Statuette Bronze         | ?            | |
| Die Liebe höret nimmer auf                                      |      |                                      |                          | ?            | |
| Christus und die Blinde                                         |      |                                      |                          | ?            | |
| Verwundeter                                                     |      |                                      | Statuette Bronze         | ?            | |